# Thérèse (singolo)
Thérèse è un singolo della cantante statunitense Maya Hawke, pubblicato il 29 giugno 2022 come primo estratto dal secondo album in studio Moss.

## Descrizione
La Hawke ha spiegato il titolo del brano durante un'apparizione al Tonight Show:

## Video musicale
Il video musicale, diretto da Brady Corbet, è stato pubblicato il 18 luglio 2022 sul canale YouTube della cantante. Nel video la cantante viene arrestata dopo aver partecipato ad un'orgia.